# Juni 1994
Dit artikel geeft een chronologisch overzicht van alle belangrijke gebeurtenissen per dag in de maand 
juni van het jaar 1994.

## Gebeurtenissen

### 1 juni
- Een Saoedi-Arabische prins gaat het noodlijdende pretpark Euro Disney bij Parijs er financieel bovenop helpen.
- Drie oprichters van Videoland, de grootste videoketen van Nederland, verlaten hun bedrijf, ruim twee jaar na de overname door Philips.
- Bij botsingen tussen Palestijnen en het Israëlische leger na een aanval op een politiebureau in Ramallah op de bezette westelijke Jordaanoever raken zeventien Palestijnen gewond, van wie vier ernstig.
- De Duitse zwemster Sylvia Gerasch is twee jaar geschorst vanwege dopinggebruik. Dit betekent dat ze onder meer niet mag deelnemen aan de wereldkampioenschappen in Rome.

### 2 juni
- De Jemenitische regering zegt toe mee te werken aan de implementatie van de VN-resolutie die oproept tot een bestand tussen de partijen uit het noorden en zuiden van het land.
- Onderhandelingen over een wapenstilstand in Bosnië worden afgelast als de moslims weigeren naar Genève te komen.

### 3 juni
- Zeker 150 mensen verdrinken of raken bedolven onder het puin aan de zuidoostkust van Java, tegenover het eiland Bali, na een vloedgolf die wordt veroorzaakt door een aardbeving
- De gevangenissen in de Verenigde Staten zijn overvol. Eind 1993 zat het recordaantal van 948.881 mensen gevangen, drie keer zoveel als in 1980, zo blijkt uit cijfers die het Amerikaanse ministerie van Justitie publiceert.

### 5 juni
- De speciale VN-gezant in voormalig Joegoslavië, Yasushi Akashi, geeft de strijdende partijen in Bosnië een laatste kans gegeven om samen te komen voor vredesoverleg.
- De Spaanse gravelspecialist Sergi Bruguera prolongeert zijn titel op Roland Garros door in de finale zijn landgenoot Alberto Berasategui in vier sets te verslaan: 6–3, 7–5, 2–6 en 6–1.
- Voor de tweede keer in vijf jaar zegeviert op Roland Garros een Nederlandse combinatie in het gemengd dubbelspel. Na Manon Bollegraf en Tom Nijssen (in 1989) zijn het nu Kristie Boogert en Menno Oosting die de titel in Parijs op hun naam schrijven.

### 6 juni
- Het Amerikaanse concern Sara Lee Corporation, in Nederland eigenaar van Sara Lee/DE (vroeger Douwe Egberts), gaat acht- tot negenduizend van de 138 duizend schrappen.

### 7 juni
- Twee Russische gevechtsvliegtuigen dwingen een Amerikaans transportvliegtuig van het type Lockheed C-130 Hercules te landen op het vliegveld van Adler, bij de stad Sotsji, aan de kust van de Zwarte Zee.

### 9 juni
- Zuid-Jemen beschuldigt Noord-Jemen van een 'lafhartige' schending van het staakt-het-vuren, dat om 18.00 uur is ingegaan.
- Het Amerikaanse Huis van Afgevaardigden spreekt zich ondubbelzinnig uit voor het eenzijdig opheffen van VN-wapenembargo tegen Bosnië-Herzegovina.
- In een nieuwe poging de onderhandelingen met de Verenigde Staten op gang te brengen, nodigt de Noord-Koreaanse leider Kim Il-sung de Amerikaanse oud-president Jimmy Carter en diens vrouw uitgenodigd voor een bezoek aan Pyongyang.
- Bij de Europese Parlementsverkiezingen komen de christendemocraten als grootste partij uit de bus.

### 12 juni
- Bij de Luxemburgse parlementsverkiezingen komen de Chrëschtlech Sozial Vollekspartei als grootste partij uit de bus met 31,4% van de stemmen, goed voor 21 zetels.
- De Zweedse handballers winnen in Lissabon voor de eerste keer de Europese titel.
- De Russische wielrenner Jevgeni Berzin schrijft de Ronde van Italië op zijn naam.

### 14 juni
- Op de vrijgegeven FIFA-wereldranglijst bezet Duitsland de eerste plaats, vóór Nederland en Brazilië.

### 17 juni
- Titelverdediger Duitsland opent het WK voetbal in de Verenigde Staten met een krappe 1-0 zege op Bolivia door een treffer in de 61ste minuut van aanvaller Jürgen Klinsmann.
- Uit woede over de beslissing van de Mexicaanse arbiter Arturo Brizio Carter om het winnende doelpunt van Duitsland tegen Bolivia goed te keuren, bekogelen honderden Boliviaanse fans de Mexicaanse ambassade in de hoofdstad La Paz met stenen.
- In de Verenigde Staten is de achtervolging van de van moord op zijn vrouw verdachte Americanfootballspeler en acteur O.J. Simpson live op de tv te zien.

### 26 juni
- In Nice behaalt de Nederlandse triatleet Rob Barel de wereldtitel lange afstand. Bij de vrouwen gaat de zege naar de Française Isabelle Mouthon-Michellys.

<< · januari · februari · maart · april · mei · juni · juli · augustus · september · oktober · november · december · >>